# Pet Rock

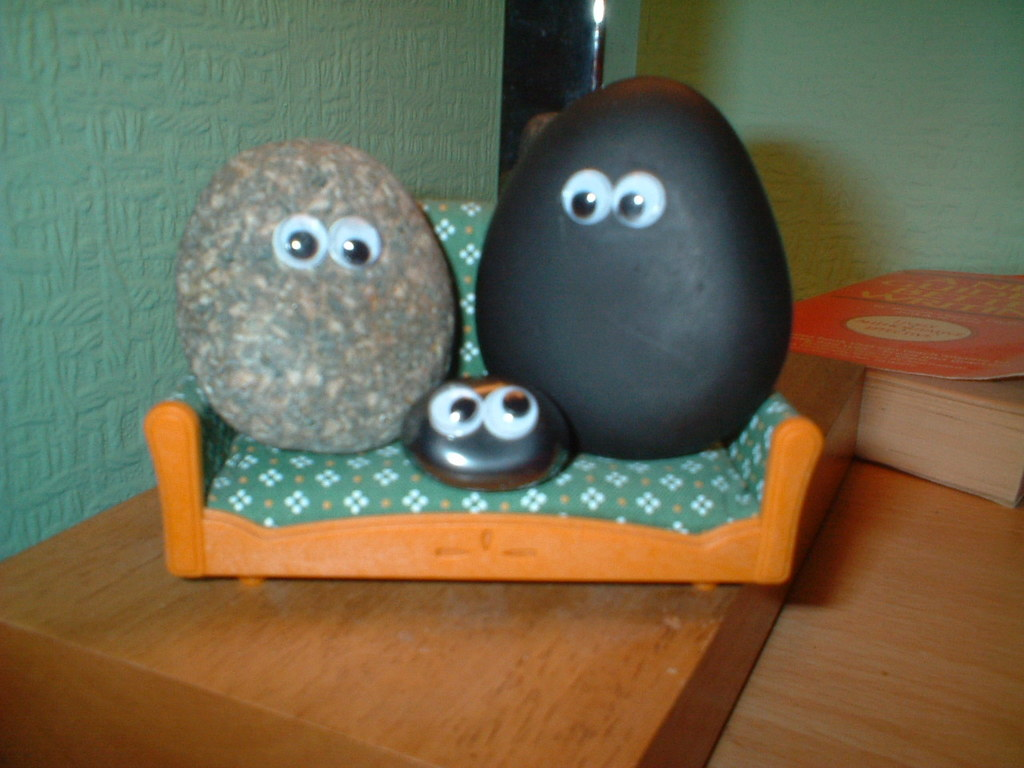
Pet Rocks mit Wackelaugen

Pet Rock (engl. pet ‚Haustier‘; rock ‚Stein‘, ‚Fels‘) ist der Name eines erfolgreichen Spielzeugs in den 1970er Jahren. Pet Rocks wurden 1975 von Gary Dahl in Los Gatos, Kalifornien erfunden. Nach einem kurzen, aber großen Hype um Pet Rocks sank das Interesse an ihnen. Seit 2012 werden sie wieder von einem Hersteller in den Vereinigten Staaten vertrieben.

## Geschichte
Gary Dahl berichtete selber, er habe die Idee für Pet Rocks gehabt, als er mit Freunden über Haustiere gesprochen habe. Die einfachste Form eines Haustieres sei ein Haustierstein, ein Pet Rock, sei das humoristische Ergebnis der Unterhaltung gewesen. Dahl verpackte einfache Kieselsteine in wie Tiertransportboxen gestalteten Verpackungen, die mit Luftlöchern und einem Erziehungsleitfaden für die Pet Rocks ausgestattet war. Innerhalb kurzer Zeit verkaufte Dahl große Mengen, die er auch über Kaufhausketten wie Macy’s oder Bloomingdale’s vertrieb. Bis Ende des Jahres hatte Dahl bereits über 1 Million Dollar verdient. Im Verlauf des Folgejahres sank die Popularität der Pet Rocks. Dahl konnte mit weiteren Produkten nicht mehr an den Erfolg der Pet Rocks anknüpfen.

## Inhalt
Pet Rocks bestehen aus Kieselsteinen verschiedener Größe. In der ursprünglichen Ausführung von 1975 waren die Steine unbearbeitet; einige spätere Varianten wiesen angeklebte Wackelaugen auf. Diese wurden in den Transportkartons in einer Art Strohnest verpackt. Beigelegt war ein mehrseitiges Buch mit Erziehungs- und Haltungstipps sowie Anleitungen zur Dressur des Pet Rock. Dahl bezeichnete später das Buch als das eigentliche Produkt. Die Steine kaufte Dahl aus Mexiko für wenige Cent, um sie später für mehrere Dollar pro Stück weiterzuverkaufen.

## Rezeption
Im Dezember 1975 empfahl die New York Times Pet Rocks als günstigen und spaßigen Artikel für Leute, die Haustiere liebten, aber manchmal von den Belastungen und Aufgaben, die dies mit sich brächte, genervt seien. Dahls Erfolg mit dem Pet Rock wird in der englischsprachigen Wirtschaftsliteratur viel zitiert. Der Ausdruck „Pet Rock“ wird im Oxford English Dictionary definiert als etwas, das als kurzfristige Modeerscheinung sowie nutz- und sinnlos angesehen wird.